# Chiesa dei Santi Rocco e Sebastiano (Parodi Ligure)
La chiesa dei Santi Rocco e Sebastiano è la parrocchiale di Parodi Ligure, in provincia di Alessandria e arcidiocesi di Genova; fa parte del vicariato di Gavi.

## Storia
La comunità di Parodi all'inizio era compresa nella diocesi di Tortona, ma poi passò, nel 1255, all'arcidiocesi di Genova; la cura d'anime era gestita dai frati del convento di San Remigio, dai quali dipendeva pure una cappella dedicata a San Rocco, che era ubicata in paese.
Nei secoli successivi, tuttavia, questa chiesetta divenne col tempo sempre più importante della matrice di San Remigio, tanto che tra il 1817 e il 1834 l'edificio fu sottoposto a più riprese ad un intervento di abbellimento e di restauro.
La chiesa venne eretta a parrocchiale nel 1845; siccome era insufficiente a soddisfare le esigenze dei fedeli, nel 1850 iniziarono i lavori di costruzione della nuova parrocchiale, di maggiori dimensioni, poi portata a compimento nel 1852.
Nel 1997, in ossequio alle norme postconciliari, si provvide a realizzare il nuovo altare rivolto verso l'assemblea e l'ambone; l'organo fu poi restaurato tra il 2006 e il 2010.

## Descrizione

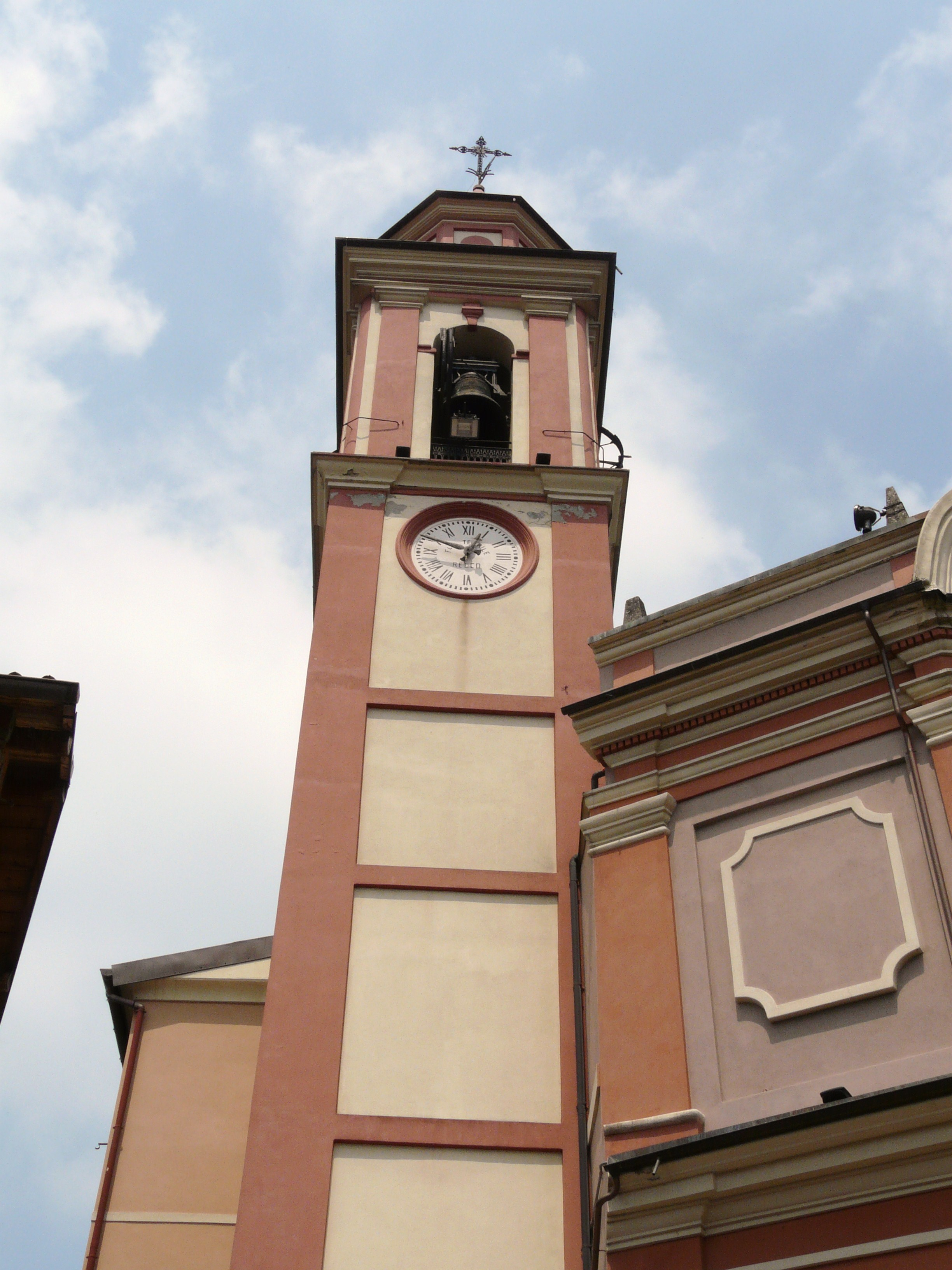
Il campanile

### Esterno
La facciata della chiesa, rivolta a sudest e scandita da paraste, è suddivisa da una cornice marcapiano in due registri e presenta in quello inferiore il portale d'ingresso, affiancato da due lesene e sormontato da un architrave, e due nicchie, mentre in quello superiore, che è sormontato centralmente da un frontone semicircolare, una finestra murate e due specchiature.
Annesso alla parrocchiale è il campanile a base quadrata, suddiviso in più registri da cornici; la cella presenta su ogni lato una monofora affiancata da lesene ed è coperta dalla guglia piramidale poggiate sul tamburo.

### Interno
L'interno dell'edificio si compone di un'unica navata, sulla quale si affacciano quattro cappelle laterali, ospitanti gli altari laterali e introdotte da archi a tutto sesto, e le cui pareti sono scandite da lesene, sorreggenti la trabeazione sopra cui si imposta la volta a botte; al termine dell'aula si sviluppa il presbiterio, a sua volta chiuso dall'abside di forma semicircolare.